# Fencing New Zealand
Fencing New Zealand (bis 1997 New Zealand Amateur Fencing Association) ist der nationale Dachverband für den Fechtsport in Neuseeland. Er wurde Ende 1938 gegründet und trat 1939 der FIE bei. Derzeitiger Präsident ist Mark Rance (Stand 2021). Fencing New Zealand ist Mitglied des ozeanischen Kontinentalverbandes OFC.

## Geschichte
Im 19. und frühen 20. Jahrhundert wurde der Fechtsport in Neuseeland als militärische Übung praktiziert. In den 1920er-Jahren gründeten sich erste Fechtvereine in den Universitäten von Otago und Canterbury. 1938 schließlich gründete sich die New Zealand Amateur Fencing Association als Dachverband, ein Jahr später wurden erste nationale Meisterschaften ausgetragen. Ebenfalls 1939 trat die Organisation der FIE bei. 1960 nahm mit Brian Pickworth erstmals ein Neuseeländer bei den Olympischen Spielen teil. Bei den Commonwealth Games wurden in den 1950er bis 1960er Jahren schon einige Medaillen gewonnen. 1997 änderte die Organisation ihren Namen in Fencing New Zealand.

## Organisation
Der Sitz des Verbandes ist in Wellington. Neben Präsidenten, Generalsekretär und Schatzmeister gibt es noch Verantwortliche für Medien und Schiedsrichter sowie für Dopingkontrollen. Fencing New Zealand ist in vier Regionalverbände (Fencing North, Fencing Central, Fencing Mid-South und Fencing South) untergliedert. Im Jahr 2023 existierten 39 Fechtclubs in Neuseeland.